# Caterham-on-the-Hill
Caterham-on-the-Hill är en civil parish i Storbritannien.   Den ligger i grevskapet Surrey och riksdelen England, i den södra delen av landet, 24 km söder om huvudstaden London.